# Dicranomyia (Dicranomyia) cuneipennis
Dicranomyia (Dicranomyia) cuneipennis is een tweevleugelige uit de familie steltmuggen (Limoniidae). De soort komt voor in het Australaziatisch gebied.